# Hecho en España
Hecho en España (também conhecido como Tour Celestial 2007: Hecho en España) é o terceiro álbum ao vivo e quarto de vídeo do grupo mexicano RBD, gravado em 22 de junho de 2007 no Estádio Vicente Calderón em Madrid, Espanha e lançado em 1º de outubro do mesmo ano pelos selos discográficos EMI Music e Virgin Records. O show reuniu 30 mil pessoas e fez parte da terceira turnê da banda, a Tour Celestial. As canções presentes foram extraídas dos álbuns Celestial (2006), Rebels (2006) e da trilha sonora da série RBD: La Familia (2007).
Após alguns anos fora de catálogo, o álbum voltou a ser recolocado nas plataformas digitais em 1º de outubro de 2020 pela Universal Music.

## Antecedentes e lançamento

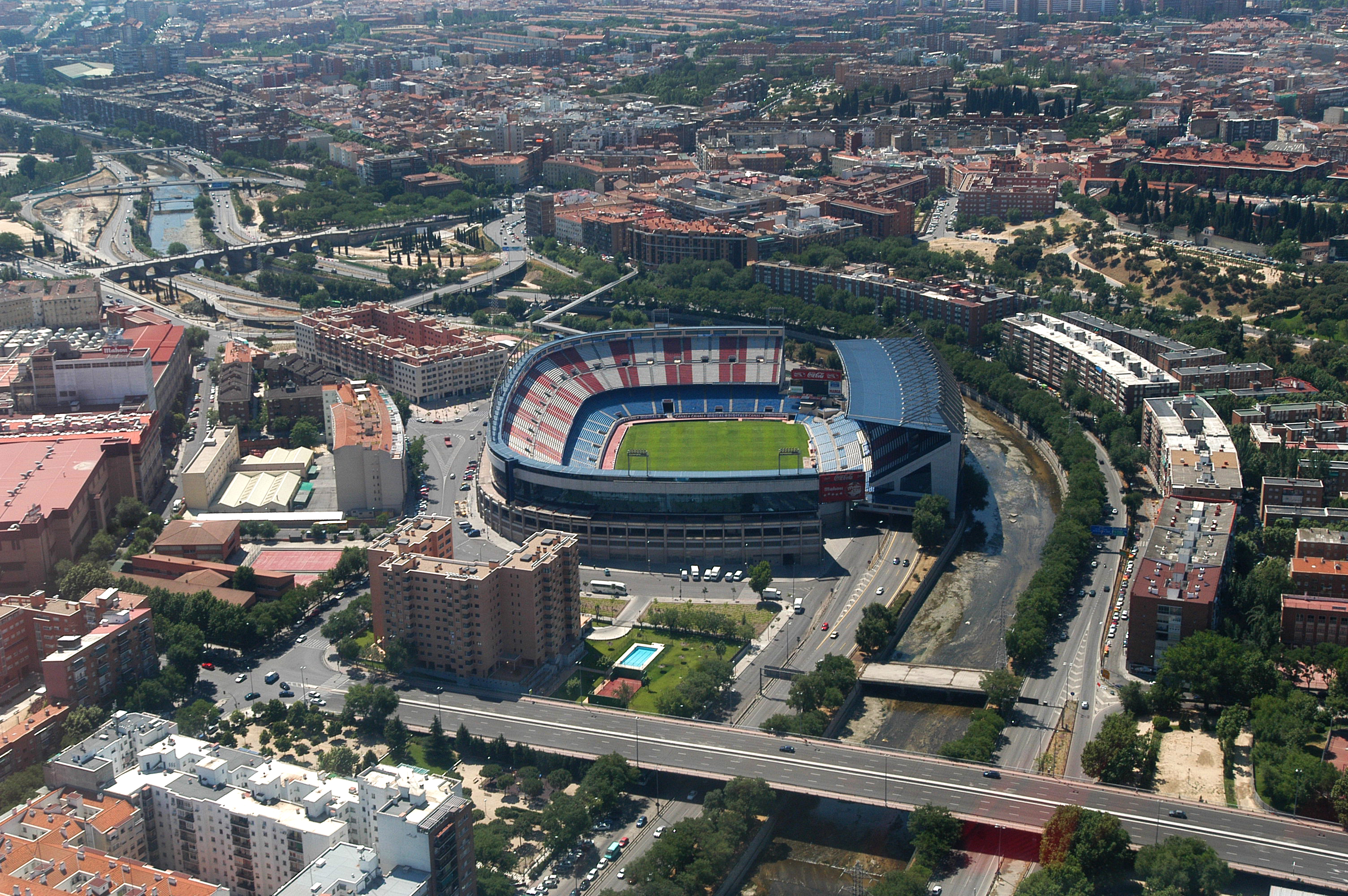
Vista aérea do Estádio Vicente Calderón, onde o projeto foi gravado.

O álbum ao vivo foi gravado no Estádio Vicente Calderón na cidade de Madrid, Espanha como parte da terceira turnê mundial da banda, a Tour Celestial, com os temas que fazem parte do terceiro e quarto álbum em estúdio da banda, Celestial e Rebels, ambos lançados em 2006.
Lançado em formato duplo em ambos os formatos (CD e DVD), o registro visual é o DVD menos vendido do grupo, sendo criticado devido ao menor público e à sua iluminação mais escura em relação aos outros DVD, em especial o anterior Live in Rio.
Foi lançado em 1º de outubro de 2007 no México e em 2 de outubro de 2007 na Espanha, no Brasil apenas foi lançado o DVD de mesmo nome. O álbum foi lançado em 3 de outubro de 2007 para o dia mundial da banda, reunindo 5 mil fãs em uma sessão de autógrafos que durou quatro horas. A cantora Anahí argumentou sobre o lançamento do álbum no México da seguinte forma: "A verdade é que isso é surpreendente, estamos muito animados e gratos por saber que nossos fãs no México ainda estão ao pé do canhão conosco como no primeiro dia e que a 'Rebeldemanía' em vez de diminuir continue a crescer e nós estamos mais do que felizes".

## Conceito
O grupo iniciou a segunda turnê mundial, a Tour Celestial em abril de 2007 no Equador. Entre os meses de junho e julho, a banda fez uma série de 9 concertos na Espanha, entre eles, na capital espanhola Madrid, em 22 de junho de 2007.
O projeto foi produzido por Guido Laris e teve como participação o grupo espanhol Flamenco no encerramento do show. Após o lançamento do material, notou-se que três canções que fizeram parte da Tour Celestial foram excluídas do projeto: "Me Voy", "Fuera" e a inédita "Tal Vez Mañana", esta última interpretada apenas pela cantora Maite Perroni.
Para interpretar a canção "Sálvame", a integrante Anahí teve que subir em uma estrutura metálica ao lado do palco principal, com um figurino de fada, que já usava durante a Tour Celestial.

## Lista de faixas
| Hecho en España – DVD 1 | |         |  |
| N.º                     | Título | Duração |  |
| 1.                      | "Obertura Celestial"                                                                                           | 1:50    |  |
| 2.                      | "Cariño Mío"                                                                                                   | 3:17    |  |
| 3.                      | "Ser O Parecer"                                                                                                | 3:23    |  |
| 4.                      | "Wanna Play"                                                                                                   | 3:32    |  |
| 5.                      | "Bienvenida Maite"                                                                                             | 1:08    |  |
| 6.                      | "Dame" | 4:19    |  |
| 7.                      | "Money Money"                                                                                                  | 4:15    |  |
| 8.                      | "Diálogo Dulce"                                                                                                | 0:56    |  |
| 9.                      | "Quiero Poder"                                                                                                 | 2:53    |  |
| 10.                     | "Intro Sálvame"                                                                                                | 0:47    |  |
| 11.                     | "Sálvame" | 3:48    |  |
| 12.                     | "Sólo Quédate en Silencio" / "Enséñame" / "Cuando El Amor Se Acaba" / "Un Poco De Tu Amor" / "Otro Día Que Va" | 8:01    |  |
| 13.                     | "Video Music Show"                                                                                             | 2:28    |  |
| 14.                     | "Intro Bésame"                                                                                                 | 1:19    |  |
| 15.                     | "Bésame Sin Miedo"                                                                                             | 3:31    |  |
| 16.                     | "Besos Puente Musical"                                                                                         | 0:27    |  |
| 17.                     | "I Wanna Be the Rain"                                                                                          | 5:28    |  |
| 18.                     | "Presentación Músicos"                                                                                         | 4:01    |  |
| Duração total:          | Duração total:                                                                                                 | 49:09   |  |

| Hecho en España – DVD 2 |                              |         |  |
| N.º                     | Título                       | Duração |  |
| 1.                      | "Anahí Presenta Algún Día"   | 2:03    |  |
| 2.                      | "Algún Día"                  | 4:15    |  |
| 3.                      | "Quizá" / "Este Corazón"     | 5:39    |  |
| 4.                      | "Poema Dulce"                | 1:29    |  |
| 5.                      | "No Pares"                   | 5:04    |  |
| 6.                      | "Tu Amor"                    | 5:36    |  |
| 7.                      | "Intro Fuera"                | 3:24    |  |
| 8.                      | "Nuestro Amor"               | 3:53    |  |
| 9.                      | "Aún Hay Algo"               | 3:37    |  |
| 10.                     | "Intro Tras de Mí"           | 0:37    |  |
| 11.                     | "Tras de Mí"                 | 4:52    |  |
| 12.                     | "Celestial"                  | 3:28    |  |
| 13.                     | "Rebelde"                    | 4:25    |  |
| 14.                     | "Soy Gitano, Grupo Flamenco" | 5:20    |  |
| 15.                     | "Despedida"                  | 1:19    |  |
| 16.                     | "Cariño Mío Reprise"         | 1:58    |  |
| Duração total:          | Duração total:               | 52:07   |  |

| Hecho en España – CD 1 |                       |         |  |
| N.º                    | Título                | Duração |  |
| 1.                     | "Obertura Celestial"  | 1:36    |  |
| 2.                     | "Cariño Mío"          | 3:15    |  |
| 3.                     | "Ser O Parecer"       | 3:23    |  |
| 4.                     | "Wanna Play"          | 3:33    |  |
| 5.                     | "Dame"                | 4:20    |  |
| 6.                     | "Money Money"         | 3:48    |  |
| 7.                     | "Quiero Poder"        | 2:47    |  |
| 8.                     | "Sálvame"             | 4:25    |  |
| 9.                     | "Bésame Sin Miedo"    | 3:31    |  |
| 10.                    | "I Wanna Be the Rain" | 4:49    |  |
| Duração total:         | Duração total:        | 35:27   |  |

| Hecho en España – CD 2 |                          |         |  |
| N.º                    | Título                   | Duração |  |
| 1.                     | "Algún Día"              | 4:16    |  |
| 2.                     | "Quizá" / "Este Corazón" | 4:37    |  |
| 3.                     | "No Pares"               | 4:58    |  |
| 4.                     | "Tu Amor"                | 5:01    |  |
| 5.                     | "Nuestro Amor"           | 3:55    |  |
| 6.                     | "Aún Hay Algo"           | 3:36    |  |
| 7.                     | "Tras de Mí"             | 3:47    |  |
| 8.                     | "Celestial"              | 3:28    |  |
| 9.                     | "Rebelde"                | 3:21    |  |
| 10.                    | "Cariño Mío Reprise"     | 1:56    |  |
| Duração total:         | Duração total:           | 38:55   |  |

## Desempenho nas paradas musicais
| País    | Lista (2007)    | Melhor Posição |
| ------- | --------------- | -------------- |
| Espanha | Top 100 Álbumes | 47             |
| México  | Top 100 Álbumes | 21             |

| País    | Lista (2007)                           | Melhor Posição |
| ------- | -------------------------------------- | -------------- |
| Brasil  | Pro-Música Brasil - Top 25 DVD Musical | 1              |
| Espanha | PROMUSICAE - Top 20 DVD Musical        | 1              |

| País    | Listas (2007)                         | Posição |
| ------- | ------------------------------------- | ------- |
| Brasil  | Pro-Música Brasil - Top 20 DVD – 2007 | 11      |
| Espanha | PROMUSICAE - Top 10 DVD Musical 2007  | 5       |

## Certificações e vendas
| País / Certificadora | Certificação | Vendas |
| DVD                  | DVD          | DVD    |
| -------------------- | ------------ | ------ |
| Espanha / PROMUSICAE | Platina      | 50.000 |
| México / AMPROFON    | Platina      | 20.000 |

## Créditos de elaboração
Listam-se abaixo os profissionais envolvidos na elaboração do DVD, desde a gravação até a edição final da obra, de acordo com o encarte oficial do disco e de uma adaptação do portal Allmusic Guide.
| - Produtore(s): Pedro Damián, Luis Luisillo M. - Coordenação de design gráfico: Marcos Hermes, Adriana Trigona - Design: Luciane Ribeiro, Paulo Pelá | - Fotografia: Marcos Hermes - Captação de imagem e autoração: Santiago Ferraz - Artista principal: Alfonso Herrera, Anahí, Christian Chávez, Christopher von Uckermann, Dulce María, Maite Perroni |